# Pánfilo de Narváez

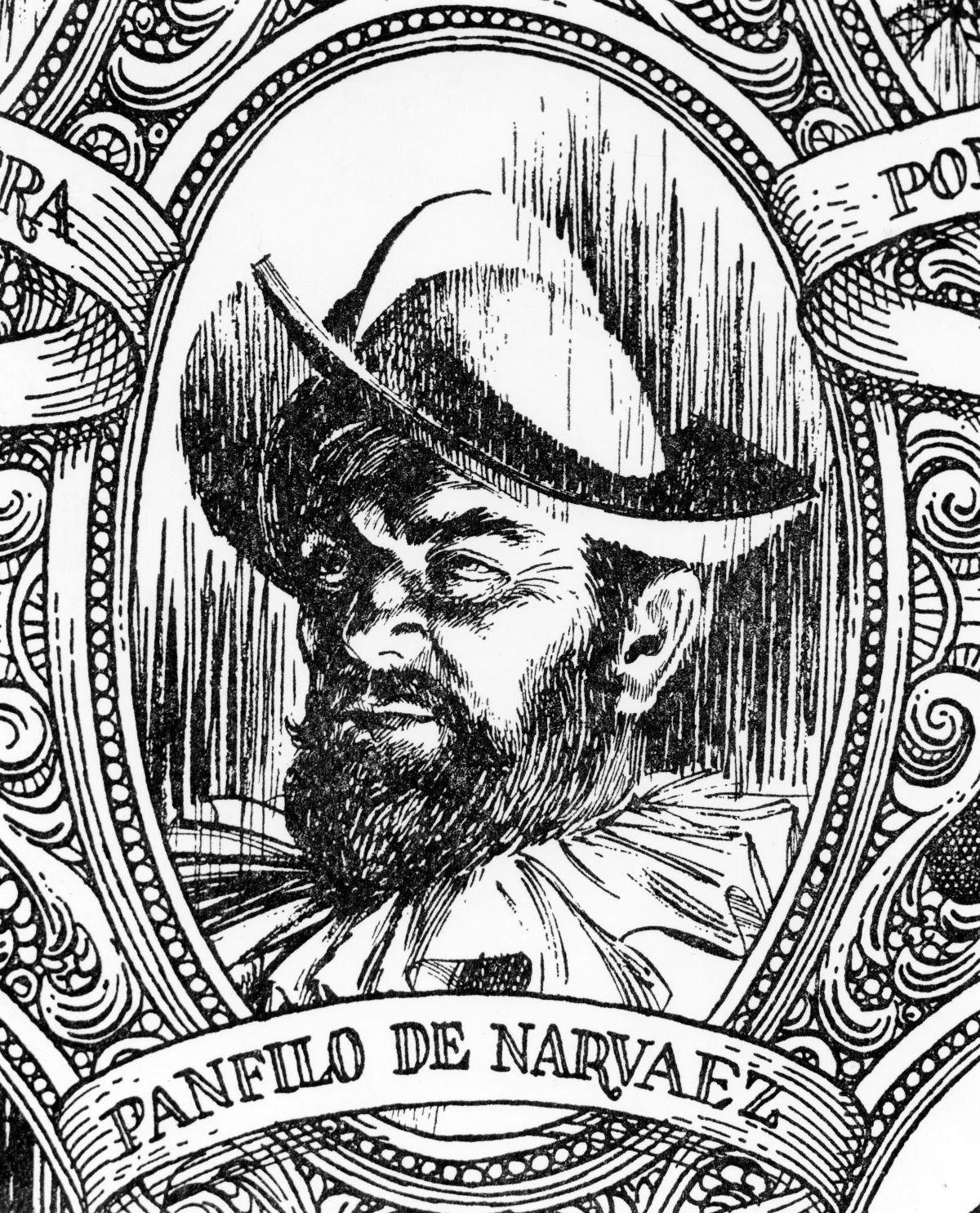
Panfilo de Narvaez

Pánfilo de Narváez, som föddes 1470 eller omkring 1480 och dog 1528, var en spansk upptäcktsresande, soldat och erövrare, verksam i Amerika. Han är mest känd för den fullkomligt misslyckade Narváezexpeditionen till Florida.
Narváez föddes i den spanska provinsen Kastilien, antingen i Cuéllar eller i Valladolid. År 1512 reste han till Kuba för att delta i det spanska erövrandet av ön, under Diego Velázquez de Cuéllars befäl. Han ledde expeditioner till öns östra del, tillsammans med munken Bartolomé de Las Casas och Juan de Grijalva. Efter en tid på Hispaniola och Kuba samt deltagande i erövringen av Jamaica år 1509, skickades Narváez till Mexiko på uppdrag av Cuéllar.
Velázquez hade till en början stött Hernán Cortés sedermera berömda expedition till Mexiko, men när Cortés försökte lägga beslag på Mexiko för egen räkning menade Velázquez att denne överskridit sina befogenheter. Han beordrade därför Narváez att arrestera Cortés. Narváez styrkor blev dock besegrade av Cortés’ i ett överraskningsöverfall i Cempoala och de överlevande övertalades att gå över till Cortés sida. Cortés satte Narváez i fängelse (i Veracruz eller Cempoala) under början av 1520-talet. Sedan han blivit frisläppt återvände han till Spanien.
Den spanske kungen Karl V utnämnde så småningom Narváez till adelantado (ståthållare) över Florida. Narváezexpeditionen blev en total katastrof – bara fyra av deltagarna överlevde den. Bland dem fanns Álvar Núñez Cabeza de Vaca som skrev ner historien om expeditionen och den moriske slaven Estevanico, men inte Narváez själv.